# Austromenidia gracilis
Austromenidia gracilis е вид лъчеперка от семейство Atherinidae.

## Разпространение
Видът е разпространен в Чили.